# Scylaticina tucumana
Scylaticina tucumana är en tvåvingeart som beskrevs av Artigas och Nelson Papavero 1991. Scylaticina tucumana ingår i släktet Scylaticina och familjen rovflugor. Inga underarter finns listade i Catalogue of Life.